# Anii 680
Secole: Secolul al VI-lea - Secolul al VII-lea - Secolul al VIII-lea
Decenii: Anii 630 Anii 640 Anii 650 Anii 660 Anii 670 - Anii 680 - Anii 690 Anii 700 Anii 710 Anii 720 Anii 730
Ani: 680 | 681 | 682 | 683 | 684 | 685 | 686 | 687 | 688 | 689